# El Gaucho (fumetto)
El Gaucho è un fumetto sceneggiato da Hugo Pratt e disegnato da Milo Manara. Questo fumetto è il secondo frutto della collaborazione di Pratt alla sceneggiatura e Manara alle matite, dopo Tutto ricominciò con un'estate indiana.

## Trama

### Ambientazione e personaggi
La storia del fumetto si svolge nella precisa ambientazione storica della conquista dell'Argentina da parte della potenza militare inglese, nel giugno del 1806. Il punto di partenza è un episodio nelle Guerre Napoleoniche, in cui l'Inghilterra cercò di approfittare della debolezza della Spagna occupata e attaccò Buenos Aires..
Su questa cornice Pratt ambienta il suo racconto, narrando le miserabili vicende di poveri, prostitute, storpi, schiavi, tutti in cerca di una propria impossibile libertà, e spesso destinati ad una tristissima fine. Tali vicende si mescolano con le vite dei potenti e con la storia con la s maiuscola. Ne esce un quadro tragico, fatto di intrecci politici e di interesse e di lotte fra poveri.

### La storia
La storia narra le vicende di una flotta di soldati inglesi di stanza a Buenos Aires e dell'Encounter, una nave bordello ricca di ragazze destinate a divertire gli ufficiali. Il protagonista è il giovane tamburino Tom Browne del 71º cacciatori scozzesi, che si innamora perdutamente di Molly Malone, protagonista femminile del fumetto, sensuale pescivendola dublinese che fa parte del gruppo di ragazze della nave bordello.
Il tamburino Tom sbarca con il capitano Gillespie e viene lasciato a terra insieme a un gruppo di creoli. Successivamente viene fatto prigioniero da un gruppo di soldati Blandengues e portato dai Pueyrredon, alla Quinta di Perdriel, dove incontra la señorita Aureliana e Cipriano.
Nel frattempo il Nostromo Clagg e il gobbo Matthew decidono di disertare e scappano dall'Encounter insieme a Molly, che vuole ritrovare Tom, e altre tre ragazze della nave bordello. L'intenzione di Clagg è di gestire un bordello sulla terraferma con le ragazze. Approdati, Matthew incontra Cipriano e scopre dove Tom è tenuto prigioniero.
Nel frattempo gli Inglesi cominciano l'invasione di Buenos Aires. Tom viene liberato dai Pueyrredon con la promessa di vegliare sulla señorita Aureliana e la sua famiglia. Tom incontra Clagg, Matthew, Molly e le ragazze. Nasce una discussione tra Tom e Clagg su Molly, e Tom uccide Clagg. Successivamente Matthew abbandona il gruppo per andare a Buenos Aires.
Nei giorni successivi, mentre gli spagnoli si preparano per la riconquista di Buenos Aires, Tom si separa dalla famiglia di Aureliana, portandosi dietro Molly e le altre ragazze. Le ragazze vengono riconosciute da un marinaio inglese e arrestate per diserzione. Invano Tom cerca di intercedere per loro presso l'ammiraglio Popham: ottiene solo di essere preso a frustate. Al suo risveglio trova che Molly è stata impiccata insieme a Matthew. A quel punto deciderà di rimanere nel paese, finendo poi a vivere in un villaggio indiano e diventando il Gaucho del titolo.

### I temi
La storia si fonda su un'ambientazione storica, quella dell'Argentina dei primi del 1800, sulla quale Pratt realizza un quadro vivido e dettagliato delle opposte forze in gioco, con una miscela di massoneria, di emancipazione degli schiavi, del desiderio di indipendenza dei creoli, della rivalità tra giubbe rosse (Inghilterra) e marinai all'interno delle forze della spedizione britannica. Pratt parteggia in generale l'Argentina e contro le mire espansionistiche imperiali britanniche. 
Più volte indicato dallo stesso Manara come il suo vero maestro, Pratt realizza una sceneggiatura semi-disegnata, ed è interessante vedere come l'apparente sciatteria dei layouts del maestro si trasformi nei dettagliati quadri dell'allievo che cambia inquadrature, taglio dell'immagine, disposizione dei personaggi così come il suo genio suggerisce.
Le inquadrature sono molto spesso frontali, a mezzobusto in asse con chi guarda il fumetto come in uno spettacolo teatrale. Non mancano ovviamente le scene di battaglia, panoramiche, viste dall'alto, ma quello che maggiormente colpisce è la capacità di raccontare le vicende dei protagonisti attraverso il disegno di interni spesso molto affollati nei quali, oltre alla dettagliata maestria nella scenografia, sono le espressioni dei visi dei personaggi - anche quelli di contorno – ad essere il vero punto di forza dell'opera.
Un tratto così pulito e lineare in grado di rappresentare egregiamente sia il bello che il brutto della vita, tanto da rendere il lato negativo delle vicende umane paradossalmente piacevole.

## Edizioni italiane
Il fumetto è stato pubblicato sulla rivista Il Grifo tra il 1991 e il 1994, seguita poi da numerose riedizioni in volume, tra cui:
- El Gaucho, Mondadori, 1995, 132 pagine in bianco e nero, formato 17,5 x 23,5, ISSN 1120-5253 (WC · ACNP)
- El Gaucho, Edizioni Lizard, 1996, 142 pagine a colori, formato 21 x 28, ISBN 978-88-86456-04-3
- El Gaucho, Edizioni Rizzoli Lizard, 2009, cartonato, 152 pagine a colori, formato 21 x 28, ISBN 978-88-17-03667-2
- Panamericana, edizione Rizzoli Lizard, 2022, cartonato, pagine a colori.  - il volume contiene anche la precedente collaborazione tra Pratt e Manara Tutto ricominciò con un'estate indiana